# 抚宁区第一中学
抚宁区第一中学，原抚宁县第一中学，简称抚宁一中，位于中国河北省秦皇岛市抚宁区，是一所河北省示范性普通高级中学。

## 历史
始建于1952年，2016年曾进行校址迁移，由东斜街66号迁至金山大街东段。
2019年，与秦皇岛奇石教育集团合办的一所民办全日制普通高中抚宁奇石中学成立。

## 备注
1. ↑  抚宁区第四中学迁移至原校址